# Месечев ход (плес)
Месечев ход или бекслајд (енгл. Moonwalk, backslide) је плесачка техника и илузија. Илузија је у томе што плесач док се креће уназад ствара илузију да се креће напред. Покрет је постао популаран широм света када га је Мајкл Џексон приказао у току извођења песме „Billie Jean“ на прослави 25 година постојања Мотаун рекордса, 25. марта 1983. године. Убрзо је постао његов симбол и сада спада међу најпознатије плесачке технике на свету. Покрет заједно са наступом је посматрало око 47 милиона телевизијских гледалаца.
Многи, пре Џексона, изводили су месечев ход или плесачке технике сличне њему. Године 1932, амерички музичар Каб Каловеј је извео сличне кораке. Двадесет и две године касније, снимљен је наступ степ плесача Билија Бејлија у ком изводи месечев ход. Француски мимичар, Марсел Марсо, користио га је током своје каријере на својим наступима. Употребљавао га је и Џејмс Браун. Један од првих рок музичара који је изводио месечев ход, био је Дејвид Боуи. Многи су изводили овај покрет, али све до Џексоновог поменутог наступа, није добијао пажњу јавности. Џексонова аутобиографија, објављена 1988. године, назива се „Moonwalk“. Његов филм, снимљен и издат исте године, зове се „Moonwalker“. Базирана по филму, настала је видео-игра „Michael Jackson's Moonwalker“.